# Laurentius av Brindisi
Laurentius av Brindisi, italienska Lorenzo da Brindisi, född med namnet Giulio Cesare Russo 22 juli 1559 i Brindisi i Apulien, död 22 juli 1619 i Lissabon, var en romersk-katolsk kapucinbroder och präst. Han vördas som helgon inom Romersk-katolska kyrkan. Hans helgondag firas den 21 juli. År 1959 utropades han till kyrkolärare.

## Biografi
Giulio Cesare Russo föddes i kungariket Neapel i en familj av venetianska handelsmän. Hans far, som dog när sonen var tolv år, hette Guglielmo de Rossi och modern Elisabetta Masella. Han inträdde i kapucinorden i Verona 1575 varmed han tog namnet Lorenzo och började att studera filosofi och teologi vid universitetet i Padua. Med tiden lärde han sig att tala de flesta europeiska och semitiska språk flytande och det sägs även att han kunde Bibeln utantill.
Laurentius gjorde sig tidigt bemärkt som predikant och folk som samlades runt honom förklarade honom för helig. Påve Clemens VIII gav honom i uppdrag att missionera för judarna i Rom, där han befann sig sedan 1596 då han utnämnts till undergeneral av kapucinorden. Från 1599 var han verksam med att inrätta kloster i nuvarande Tyskland och Österrike som ett led i motreformationens ansats att bemöta protestantismen; i detta var han framgångsrik och lyckades omvända flera tillbaka till den katolska tron.
År 1601 blev Laurentius kaplan i kejsar Rudolf II:s armé. I den positionen övertalade han hertigen av Mercoeur, Philippe Emmanuel, att sluta upp vid deras kamp mot Osmanska riket. Vid osmanernas belägring av Székesfehérvár ledde han armén, beväpnad endast med ett krucifix.
Året därpå, 1602, valdes han till sin ordens högste general, och omvaldes 1605 men avböjde den andra gången. Istället ställde han sig till Heliga stolens förfogande, och blev Kyrkostatens nuntie och missionär i Bayern och Spanien; det var vid den tiden Katolska ligan bildades. År 1618 drog han sig tillbaka till ett kloster, kallades som envoyé till det spanska hovet, och efter att han hade slutfört sitt uppdrag avled han 1619 på sin 60-årsdag. Han begravdes på klarissornas kyrkogård i Villafranca i Navarra.
Av hans hand finns predikningar i åtta band på italienska bevarade, samt på latin två handböcker i talkonsten, en kommentar till Första Moseboken och en till Hesekiel, och tre band kristen polemik.
Påve Pius VI saligförklarade honom 1783 och han kanoniserades den 8 december 1881 av påve Leo XIII och blev även doktor av franciskanerorden. Den 19 mars 1959 utsågs han till kyrkolärare av påve Johannes XXIII, med det apostoliska brevet Celsitudo ex humilitate.